# Fort Chabrol
Se conoce como Fort Chabrol un episodio rocambolesco que se desarrolló en el verano de 1899 cuando el gobierno Waldeck-Rousseau (que era entonces presidente del Consejo de Ministros) tuvo que frustrar un motín ultranacionalista con motivo de la revisión del proceso a Alfred Dreyfus en Rennes. 

## Historia
A finales del verano de 1899, las autoridades intentaron detener al militante antisemita Jules Guérin (director del diario L'Antijuif) en la rue de Chabrol, tras la participación de éste en el golpe de Estado frustrado de la Liga de la Patria Francesa (junto a Paul Déroulède, André Buffet y Eugène de Lur-Saluces). Eran los locales de su organización antisemita y antimasona: el Gran Occidente de Francia o Liga Antisemita.
Junto a unos quince colaboradores, Guérin se atrincheró y resistió durante 38 días ante las fuerzas de policía que rodeaban el edificio. Las ventanas de la calle se alquilaron para los entusiastas que le animaban y se abastecía a los "resistentes" desde los tejados cercanos. 
El 9 de septiembre, Alfred Dreyfus vuelve a ser declarado culpable, pero es amnistiado por el presidente de la República. Sorprendidos, los asediados se rinden sin luchar. Más tarde Guérin será condenado a diez años de cárcel, aunque la sentencia le será conmutada por la de destierro. 
A pesar de todo, Jules Guérin proseguirá sus actividades antisemitas y su propaganda contra Dreyfus hasta su muerte en París en 1910.
Tras este hecho, la expresión "un Fort Chabrol" ha seguido usándose en diversos países francófonos para señalar una situación en la que un individuo (en general armado y a veces con rehenes) se atrinchera en un edificio rodeado por las fuerzas de orden.